# George Volkoff
George Michael Volkoff (23. února 1914 Moskva – 24. dubna 2000 Vancouver) byl kanadský fyzik, který společně s Robertem Oppenheimerem předpověděl existenci neutronových hvězd.

## Mládí
Narodil se v Moskvě. Jeho otec, ruský inženýr emigroval v roce 1924 do Kanady. Protože nemohl najít práci, přestěhoval se po třech letech do Charbinu v Mandžusku. Volkoffův otec se vrátil do Ruska v roce 1936, ale v rámci Velké čistky byl vyhoštěn do arktických táborů a tam také zemřel. 

## Vzdělání
Naproti tomu George Volkoff se vrátil do Kanady a usadil se ve Vancouveru. Začal navštěvovat univerzitu Britské Kolumbie, kde v roce 1934 získal bakalářský titul a v roce 1936 magisterský. Poté přešel na Kalifornskou univerzitu v Berkeley, kde se stal doktorským studentem u Roberta Oppenheimera. V roce 1940 zde získal doktorát. 

## Kariéra
Po zisku doktorátu nastoupil na univerzitu Britské Kolumbie jako výzkumný asistent. Během druhé světové války se podílel na projektu Manhattan v laboratoři v Montrealu. V letech 1961–1970 byl vedoucím fyzikálního oddělení, potom do roku 1979 děkanem pro vědu. Třikrát byl členem univerzitního senátu.
V letech 1962–1963 byl prezidentem Asociace kanadských fyziků.

## Ocenění
V roce 1946 získal Řád britského impéria, roku 1994 Řád Kanady za rozvoj fyziky v Kanadě, zejména na univerzitě Britské Kolumbie.